# Maria Schneider (musicus)

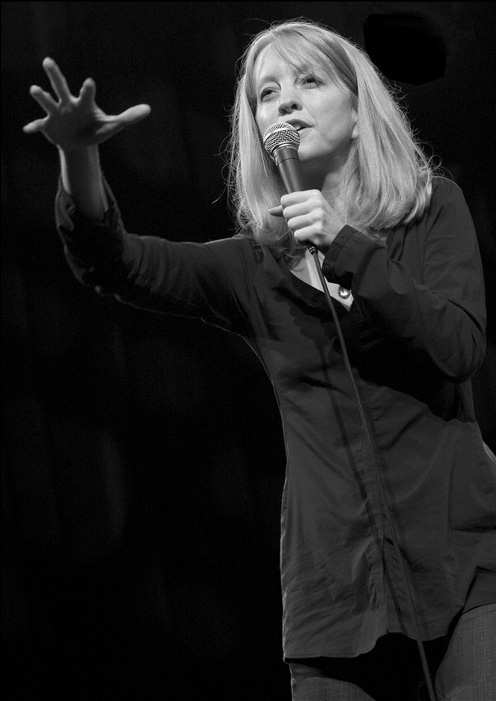
Maria Schneider op North Sea Jazz Festival in 2008

Maria Lynn Schneider (Windom, 27 november 1960) is een Amerikaanse componiste, bandleider en arrangeur.
Schneider leerde al vanaf haar vijfde piano spelen van een jazz-pianist uit Chicago. In een schoolband speelde ze viool en klarinet. In de jaren tachtig studeerde ze aan de Universiteit van Minnesota (B.A. 1983), de Universiteit van Miami en de Eastman School of Music (M.A. 1985). In New York kreeg ze in de periode 1986-1991 privéles in compositie van Bob Brookmeyer. In die tijd werd ze assistente van Gil Evans, met wie ze samenwerkte in verschillende projecten, zoals muziek voor de films "Color of Money" en "Absolute Beginners" en voor de Gil Evans/Sting-tournee in 1987.
In 1992 richtte ze haar eigen bigband op, het Maria Schneider Jazz Orchestra, waarmee ze van 1993 tot 1998 elke maandag optrad in jazzclub Visiones in New York. De band, nu Maria Schneider Orchestra geheten, speelde op verschillende jazz-festivals (onder andere het North Sea Jazz Festival)). Ze schreef composities voor verschillende orkesten, zoals DR Big Band en het Metropole Orkest. In Duitsland werkte ze met verschillende bigbands, zoals de WDR Big Band Köln, SWR Big Band en NDR Bigband.
In 2004 kreeg haar album "Concert in the Garden" een Grammy in de categorie 'Best Large Ensemble Album'. Het was de eerste alleen via internet te downloaden plaat die een Grammy kreeg. Tot en met 2021 won zij nog enkele Grammy's:
- 2005: Best Large Jazz Ensemble Album voor Concert in the Garden
- 2008: Best Instrumental Composition voor Cerulean Skies
- 2014: Best Contemporary Classical Composition voor Winter Morning Walks
- 2016: Best Arrangement, Instrument and Vocals voor Sue (Or in a Season of Crime) (uitgevoerd door David Bowie)
- 2016: Best Large Jazz Ensemble Album voor The Thompson Fields
- 2021: Best Instrumental Composition voor Sputnik
- 2021: Best Large Jazz Ensemble  Album voor Data Lords

Maria Schneider was getrouwd met trombonist en bigbandleider John Fedchock.   

## Discografie
- Evanescence, Enja, 1992
- Coming About, Enja, 1995
- Allegresse, Enja/Justin Time, 2000
- Concert in the Garden, ArtistShare, 2004
- Days of Wine and Roses, ArtistShare, 2005
- Sky Blue, ArtistShare, 2007
- Data Lords, ArtistShare, 2020.